# Vyans-le-Val
Vyans-le-Val – miejscowość i gmina we Francji, w regionie Burgundia-Franche-Comté, w departamencie Górna Saona.
Według danych na rok 1990 gminę zamieszkiwało 400 osób, a gęstość zaludnienia wynosiła 120 osób/km² (wśród 1786 gmin Franche-Comté Vyans-le-Val plasuje się na 378. miejscu pod względem liczby ludności, natomiast pod względem powierzchni na miejscu 936.).